# 이와테현
이와테현(일본어: 岩手県)은 일본 혼슈 도호쿠 지방의 태평양 연안에 있는 현이다. 현청 소재지는 모리오카시(盛岡市)이다.

## 역사
이와테현은 역사적으로 무쓰국의 일부였고 800년경에 무쓰국에 편입되었다. 조몬 시대에는 어로와 수렵이 번성한 지역이었다. 8세기 말까지 기타카미 분지에는 에미시의 정착촌이 있었다. 803년에 현재의 모리오카 북쪽의 시와항 건설과 함께 나라의 정부가 이와테 깊숙이 침투하면서 이들은 점차 북쪽으로 밀려나게 되었다.
2008년 6월 14일에 리히터 규모 7.0의 이와테·미야기 내륙지진이 발생했다.
2011년 3월 11일에 리히터 규모 9.0의 도호쿠 지방 태평양 해역 지진이 발생해 리쿠젠타카타시, 가마이시시 등 해안 지역이 피해를 입었다.
2012년 1월 28일 야마나시현에서 7시 43분에 리히터 규모 5.6의 지진이 발생하였고 4분 후 또 다시 리히터 규모 5.5의 지진이 발생하였다. 이와테현도 9시 22분에 지진 해일이 발생하였으나 특별한 피해는 없었다고 한다. 진원의 깊이는 40km로 밝혀졌다.

## 지리
이와테현은 동쪽으로 태평양, 북쪽으로 아오모리현, 서쪽으로 아키타현, 남쪽으로 미야기현과 접한다. 현의 서쪽, 북쪽, 동쪽은 산지이고 현도를 포함한 현 중앙으로 기타카미강 계곡이 남북으로 뻗어 있다. 산지와 바다 사이에 좁은 바위투성이 해안이 있다.

## 지역

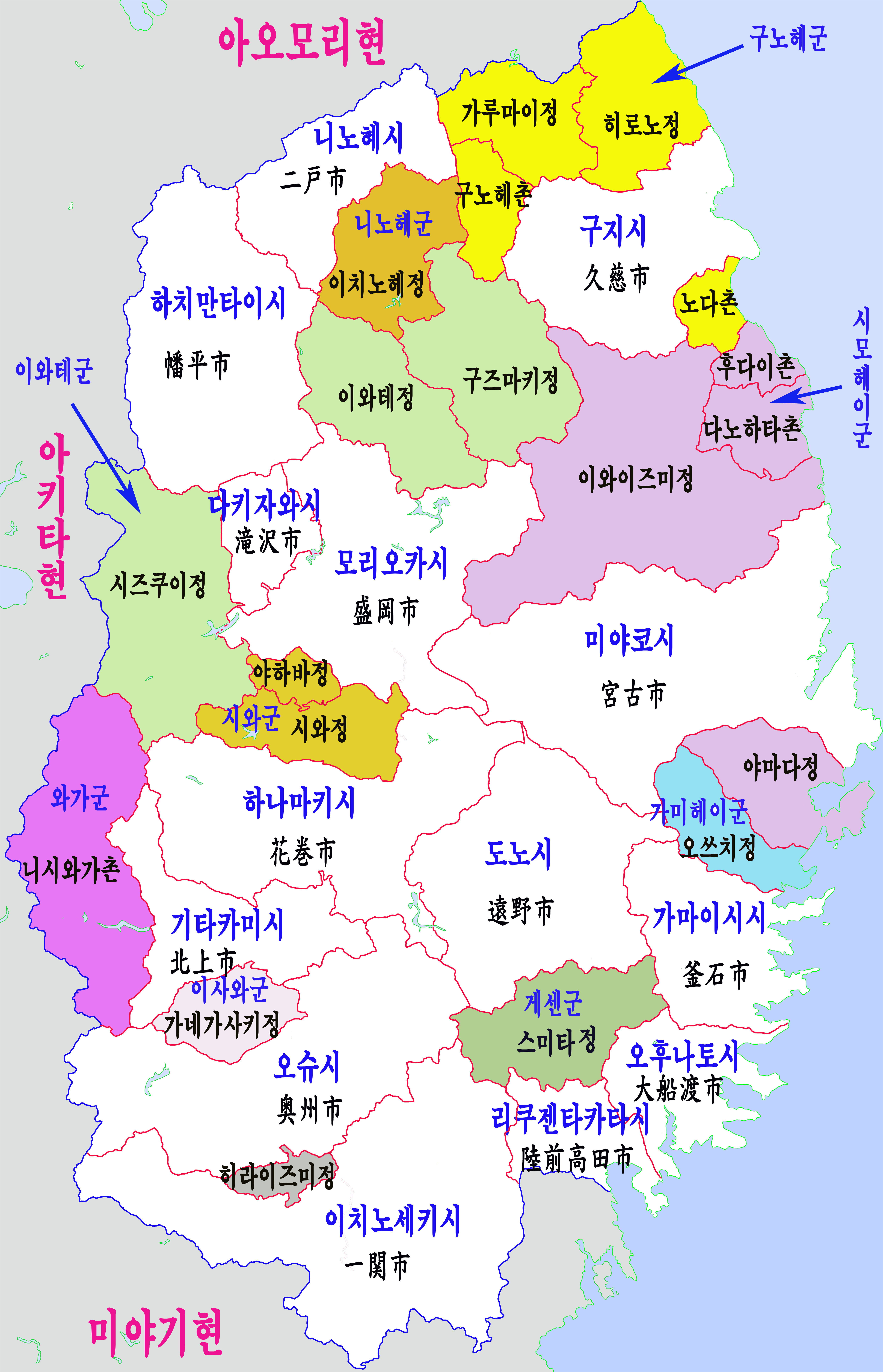
이와테현 지도

| - 모리오카시(盛岡市) - 현청 소재지 - 미야코시(宮古市) - 오후나토시(大船渡市) - 하나마키시(花巻市) - 기타카미시(北上市) - 구지시(久慈市) - 다키자와시(滝沢市) - 도노시(遠野市) - 이치노세키시(一関市) - 리쿠젠타카타시(陸前高田市) - 가마이시시(釜石市) - 니노헤시(二戸市) - 하치만타이시(八幡平市) - 오슈시(奥州市) | - 니노헤군(二戸郡) - 이치노헤정(一戸町) - 시와군(紫波郡) - 시와정(紫波町) - 야하바정(矢巾町) - 와가군(和賀郡) - 니시와가정(西和賀町) - 이사와군(胆沢郡) - 가네가사키정(金ケ崎町) - 니시이와이군(西磐井郡) - 히라이즈미정(平泉町) - 게센군(気仙郡) - 스미타정(住田町) - 가미헤이군(上閉伊郡) - 오쓰치정(大槌町) - 시모헤이군(下閉伊郡) - 야마다정(山田町) - 이와이즈미정(岩泉町) - 다노하타촌(田野畑村) - 후다이촌(普代村) - 구노헤군(九戸郡) - 가루마이정(軽米町) - 노다촌(野田村) - 구노헤촌(九戸村) - 히로노정(洋野町) - 이와테군(岩手郡) - 시즈쿠이시정(雫石町) - 구즈마키정(葛巻町) - 이와테정(岩手町) |

## 인구
|                                              | |
| 이와테현의 전국의 연령별 인구 분포（2005년） | 이와테현의 연령·남녀별 인구 분포（2005년）                                                                             |
| ■자주색 ― 이와테현 ■녹색 ― 일본전국          | ■파랑색 ― 남자 ■빨간색 ― 여자                                                                                          |
| · 이와테현의 인구추이                        | |
| 일본 총무성 통계국 국세조사 결과             | |
|                                              | 기술적 문제로 인해 그래프를 일시적으로 사용할 수 없습니다. 파브리케이터와 미디어위키 위키에 더 자세한 정보가 있습니다. |

| 연도 | 인구      | ±%     |
| ---- | --------- | ------ |
| 1890 | 655,400   | —      |
| 1920 | 846,000   | +29.1% |
| 1930 | 976,000   | +15.4% |
| 1940 | 1,096,000 | +12.3% |
| 1950 | 1,347,000 | +22.9% |
| 1960 | 1,449,000 | +7.6%  |
| 1970 | 1,371,000 | −5.4%  |
| 1980 | 1,422,000 | +3.7%  |
| 1990 | 1,417,000 | −0.4%  |
| 2000 | 1,416,180 | −0.1%  |
| 2010 | 1,330,147 | −6.1%  |
| 2020 | 1,210,534 | −9.0%  |

## 경제
이와테현의 산업은 모리오카시 주변에 집중되어 있고 반도체와 통신 장비 제조에 특화되어 있다.

## 교통

### 철도
- 동일본 여객철도
  - 도호쿠 신칸센
  - 도호쿠 본선
  - 다자와코선(아키타 신칸센)
  - 기타카미선
  - 하치노헤선
  - 하나와선
  - 가마이시선
  - 이와이즈미선
  - 야마다선
  - 오후나토선

- 산리쿠 철도
  - 기타리아스선
  - 미나미리아스선

- IGR 이와테 은하 철도
  - 이와테 은하 철도선

### 도로
- 도호쿠 자동차도
- 하치노헤 자동차도
- 아키타 자동차도
- 가마이시 자동차도

## 같이 보기
- 이와테·미야기 내륙지진